# Gregório Taumaturgo
São Gregório de Neocesareia, também conhecido como Gregório Taumaturgo ou Gregório, o fazedor de milagres (ca. 213 — ca. 270) era um bispo cristão do século III.

## Biografia
Gregório nasceu em Neocesareia, atual Niksar, a capital da província romana de Ponto, na Ásia Menor (atual Turquia) por volta de 213. Entre os que construíram a igreja cristã, estenderam sua influência e fortaleceram suas instituições, os bispos da Ásia Menor ocupam uma posição de honra. E entre eles, Gregório de Neocesareia tem um lugar bastante proeminente. Pouco se sabe do seu trabalho pastoral, e os seus escritos teológicos que sobreviveram estão incompletos. Esta falta de conhecimento esconde parcialmente sua personalidade, a despeito de sua importância histórica e seu imemorial título Taumaturgo, "fazedor de maravilhas / milagres" em grego latinizado, lançam uma aura lendária sobre ele. Apesar disso, a vida de poucos bispos do século III são tão bem autenticadas e as referências históricas a ele permitem uma reconstrução bastante detalhada de sua obra.
Originalmente, ele era conhecido como Teodoro ("presente de Deus"), um nome que não era exclusivamente cristão. Sua família não tinha se convertido ao Cristianismo e foi introduzido nela apenas aos 14 anos, após a morte de seu pai. Ele tinha um irmão, Atenodoro, e, aconselhados por um de seus tutores, os jovens ficaram ansiosos por estudar direito na escola de direito de Berito (atual Beirute, no Líbano), uma das quatro ou cinco escolas famosas do mundo helênico daquela época. Nesta mesma época, o cunhado deles foi nomeado assessor (advogado) para o governador romano da Palestina. Os jovens, portanto, tiveram oportunidade de agir como acompanhantes para a irmã deles em lugares tão distantes quanto Cesareia Palestina. E assim que chegaram lá, eles aprenderam que o famoso estudioso Orígenes, reitor da famosa Escola Catequética de Alexandria, morava lá. A curiosidade os levou a ouvir e conversar com o mestre, cujo irresistível apelo terminou o serviço[carece de fontes?]. Logo, ambos esqueceram-se de Beirute e da lei romana, e se entregaram ao grande professor cristão, que gradualmente os converteu.
Em seu panegírico sobre Orígenes, Gregório descreve o método empregado pelo mestre para ganhar a confiança e a estima dos que ele desejava converter,  como ele mesclava um candor persuasivo com arroubos de temperamento e argumentação teológica, colocados juntos e de forma inesperada. Talento de persuasão em vez de racionalidade pura, uma evidente sinceridade e ardente convicção eram os métodos que Orígenes empregava para converter.
Gregório inicialmente estudou filosofia, adicionando teologia em seguida, mas sua mente permaneceu sempre inclinada para o estudo filosófico, tanto que durante sua juventude ele acalentava um forte desejo de demonstrar que a religião cristã era a única "boa filosofia". Por sete anos ele se submeteu à disciplina mental e moral de Orígenes (de 231 até 238 ou 239). Não há razão para acreditar que seus estudos foram interrompidos pelas perseguições de Maximino Trácio. Já a sua alegada viagem a Alexandria, neste período, pode ser considerada pelo menos duvidosa e provavelmente nunca ocorreu.
Antes de deixar a Palestina, Gregório proferiu na presença de Orígenes uma oração de despedida pública na qual ele dirigiu agradecimentos ao ilustre mestre que ele estava deixando. Esta oração é valiosa por diversos pontos de vista. Como um exercício de retórica, ela demonstra o excelente treinamento dado por Orígenes e sua habilidade em desenvolver gosto literário e senso da quantidade de adulação então permitidas ao se dirigir a uma pessoa viva num público composto majoritariamente por cristãos. Ela contém, além disso, muita informação útil sobre a juventude de Gregório e o método de ensino de seu mestre. Uma carta de Orígenes se refere à partida dos dois irmãos, mas não é fácil determinar se ela foi escrita antes ou depois da oração ter sido proferida. Nela, Orígenes exorta (talvez desnecessariamente) seus pupilos a trazer os tesouros intelectuais dos gregos para o serviço da filosofia cristã e, assim, imitar os judeus, que empregavam os vasos dourados dos egípcios para adorar o seu Santo dos santos.
Pode se supor que a despeito da desistência de Beirute e do estudo da lei romana, Gregório não desistiu inteiramente do objetivo de sua viagem para o leste. De fato, ele retornou para o Ponto com a intenção de estudar a lei. O plano dele, porém, foi novamente colocado de lado, pois ele foi logo consagrado bispo de sua Cesareia natal por Fedimo, bispo de Amaseia e metropolita de Ponto. Este fato ilustra de forma interessante o crescimento da hierarquia na igreja primitiva, pois à comunidade cristã de Cesareia, então com 17 almas, foi dado um bispo. Antigos documentos canônicos indicam que era possível que comunidades com até mesmo 10 cristãos terem seu próprio bispo. Quando Gregório foi consagrado, ele já tinha 40 anos de idade e liderou sua comunidade por 13 anos.
Nada definitivo se sabe sobre seus métodos, mas ele deve ter mostrado muito zelo em aumentar seu pequeno rebanho, com o qual ele iniciou sua administração episcopal. Uma fonte antiga atesta este zelo missionário preservando uma curiosa coincidência: Quando Gregório iniciou seu trabalho, havia apenas 17 cristãos na cidade, quando morreu, havia apenas 17 pagãos em toda Neocesareia. Presumivelmente, os muitos milagres pelos quais ele ganhou sua fama de Taumaturgo foram realizados durante estes anos.

## Historicidade de sua vida

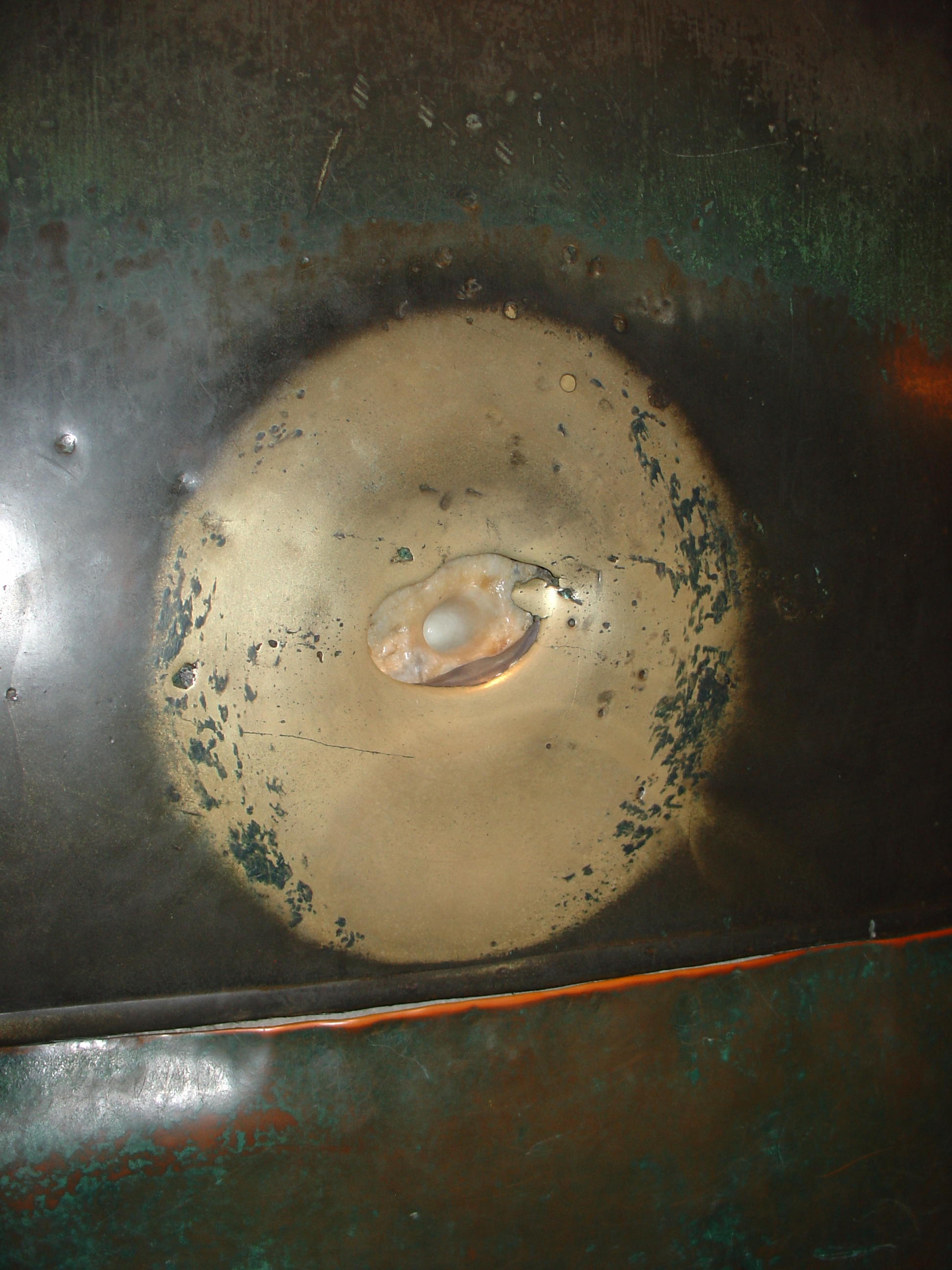
Estela de Gregório na Basílica de Santa Sofia, em Istambul, que teria poderes milagrosos

Fontes sobre a vida, ensinamentos e ações de Gregório Taumaturgo são todas mais ou menos abertas à crítica. Além dos detalhes dados pelo próprio Gregório, existem quatro outras fontes de informação de acordo com Kötschau, todas derivadas da tradição oral. De fato, as diferenças entre elas forçam a conclusão de que elas não poderiam ser todas derivadas de alguma fonte escrita comum. São elas:
- Vida e Panegírico de Gregório por São Gregório de Níssa (P.G., XLVI, col. 893 sqq.);
- Historia Miraculorum, por Tirânio Rufino;
- um relato em siríaco sobre os grandes atos do Abençoado Gregório (manuscrito do século VI);
- São Basílio, De Spirtu Sancto ("Sobre o Espírito Santo");

Baseado em tradições familiares e um conhecimento da região, o relato de Gregório de Níssa é mais confiável do ponto de vista histórico que as outras versões da vida de Taumaturgo. No tempo de Rufino (ca. 400), a história original já estava se tornando confusa. O relato siríaco é por vezes obscuro e contraditório. Mesmo a vida de Gregório de Níssa exibe um elemento lendário, embora os fatos tenham sido passados para ele por sua avó, Santa Macrina Maior. Ele relata que antes de sua consagração episcopal, Gregório se retirou de Neocesareia para a solidão e foi agraciado com uma visão da Virgem Maria e João Evangelista, e que este último ditou-lhe um credo ou uma fórmula para a fé cristã, do qual um autógrafo existia em Neocesareia quando a biografia estava sendo escrita. O credo em si é importante para a história da doutrina cristã.
Gregório de Níssa descreve longamente os milagres que deram fama ao bispo de Neocesareia o título de Taumaturgo, ainda que o elemento imaginativo esteja muito ativo. É claro, porém, que a influência de Gregório deve ter sido considerável e seu poder milagroso, indubitável. Poderia se esperar que o nome de Gregório aparecesse entre os que tomaram parte no Primeiro Concílio de Antioquia contra Paulo de Samósata. Provavelmente ele tomou parte também no Segundo Concílio de Antioquia, também realizado ali e contra o mesmo heresiarca, pois a carta deste concílio foi assinada por um bispo chamado Teodoro, que era o nome original de Gregório. Para atrair as pessoas para os festivais em honra aos mártires, Gregório organizava diversões profanas que poderiam ter apelo junto aos pagãos, que estavam acostumados com cerimônias religiosas que combinavam solenidade com prazer e alegria.

## As obras de Gregório

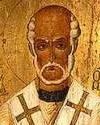
Gregório Taumaturgo

- Oratio Panegyrica, em honra a Orígenes, descreve em detalhe os métodos pedagógicos do mestre. Gregório nos conta nesta obra[5] que, sob seu mestre, ele leu livros de muitos filósofos, sem restrições quanto à escola, exceto à ateísta. Desta leitura de antigos filósofos, ele aprendeu a insistir frequentemente na unidade de Deus, ainda mais por sua longa experiência com populações pagãs ou rudemente cristãs, que demonstrou a necessidade disto. Traços desta insistência podem ser vistos em Tractatus ad Theopompum, sobre a possibilidade ou impossibilidade de Deus. Esta obra parece pertencer a Gregório, embora o arranjo geral da composição lembre Metódio. Uma característica similar provavelmente poderia ser vista na obra perdida Dialogus cum Aeliano (Pros Ailianon dialexis), que conhecemos através de São Basílio. Ele frequentemente atesta a ortodoxia de Taumaturgo [6] e o defende contra os sabelianos, que alegavam ser dele as suas crenças e citavam como dele a seguinte fórmula: patera kai ouion epinoia men einai duo, hypostasei de en ("que o Pai e o Filho eram dois em inteligência, mas um em substância"), do já mencionado Dialogus cum Aeliano. São Basílio respondeu que Gregório estava argumentando contra um pagão e usou as palavras agonistikos e não dogmatikos, ou seja, no calor do combate e não numa exposição calma. Neste caso, ele insiste, corretamente, na unidade divina. Por fim, ele acrescentou ainda que a mesma explicação deve ser dada às palavras ktisma (criado) e poiema (feito) quando aplicadas ao Filho, em referência ao Cristo Encarnado. Basílio ainda afirma que o texto da obra está corrompido [2].
- "Epístola Canônica", Epistole Kanonike[7] tem grande valor tanto para os historiadores quanto para os canonicistas como evidência da organização da Igreja da Cesareia e outras igrejas da região do Ponto sob a influência de Gregório, num tempo em que os godos invasores começavam a agravar uma situação que já era grave pelas perseguições imperiais [8].
- Declaração de Fé (Ekthesis tes pisteos)[9] é uma espécie de documento teológico. Ele deixa clara a ortodoxia de Gregório no assunto da Trindade. Sua autenticidade e data parecem estar definitivamente resolvidas, a data sendo acordada como entre 260-270. Caspari mostrou que esta confissão de fé é um desenvolvimento das premissas deixadas por Orígenes. Sua conclusão não deixa dúvidas:

| “ | Não existe, portanto, nada criado, nada maior ou menor na Trindade, nada adicionado como se não existisse antes, mas nada era antes sem o Filho, nem o Filho sem o Espírito, e esta Trindade é imutável e inalterável para sempre | ” |
|   | — Declaração de Fé, Gregório Taumaturgo |   |

Uma fórmula assim, declarando claramente a distinção entre as pessoas da Trindade e enfatizando a eternidade, igualdade, imortalidade e perfeição não apenas do Pai, mas do Filho e do Espírito Santo, é um claro avanço sobre as teorias de Orígenes.
- Paráfrase do Livro de Eclesiastes (Metaphrasis eis ton Ekklesiasten tou Solomontos)[10], é atribuído a ele por alguns manuscritos. Outros o atribuem para Gregório de Nazianzo. São Jerônimo, em seu De Viris Illustribus, cap. 65[11]) o atribui para Gregório Taumaturgo[12].
- Uma Epistola ad Philagrium chegou até nós numa versão siríaca. Ela trata da consubstanciabilidade do Filho e também já foi atribuída a Gregório Nazianzo.
- Um breve tratado "Sobre a Alma"[13], endereçado a Tatiano, em favor do qual pode ser citado o testemunho de Nicolas de Metone (provavelmente de Procópio de Gaza).
- Os "Doze Tópicos sobre a Fé" (Kephalaia peri pisteos dodeka)[14], que não parece ser uma obra de Gregório.
- Segundo Caspari, o Kata meros pistis ou "Breve exposição sobre a doutrina da Trindade e da Encarnação"[15], atribuídas a Gregório, foram compostas por Apolinário de Laodiceia em 380 e circulou entre seus seguidores como sendo uma obra de Gregório.